# Gonystylus nervosus
Espèce
Statut de conservation UICN

 VU A1c+2c : Vulnérable
Gonystylus nervosus est une espèce de plantes de la famille des Thymelaeaceae.

## Publication originale
- Kew Bulletin 17(3): 452–453. 1964. (9 Apr 1964)